# Dc-squid
 For alternative betydninger, se Squid.
 Der er for få eller ingen kildehenvisninger i denne artikel, hvilket er et problem. Du kan hjælpe ved at angive troværdige kilder til de påstande, som fremføres i artiklen.

En dc-squid eller dc-Superconducting QUantum Interference Device er en kvantemekanisk komponent, som består af 2 serieforbundne Josephson kontakter i en lukket ring. Dc-squid kan også have flere end 2 Josephson-kontakter. 
Dc-squiden blev teoretisk designet i 1962 af B. D. Josephson mens han udviklede af Josephson-kontakten eller ac-squid.
Både ac-squid og dc-squiderne fungerer som superledende kvanteinterferometer.
Dc-squiden anvendes til at måle ekstremt svage magnetfelter.

### Anvendelse
- Stanford: What is Gravity Probe B? Arkiveret 11. august 2004 hos  Wayback Machine, The Geodetic Effect: Measuring the Curvature of Space-time Arkiveret 17. august 2004 hos  Wayback Machine Citat: "... Third, most important, Gravity Probe B investigates the gravitational action of moving matter..."
  - 2004-09-09, Sciencedaily: NASA Gravity Probe B Mission Enters Science Phase, Ready To Test Einstein's Theory Arkiveret 10. oktober 2004 hos  Wayback Machine Citat: "...The magnetic field surrounding the gyros and SQUIDs (Super-conducting QUantum Interference Device) has been reduced to 10-7 gauss, less than one millionth of the Earth's magnetic field-the lowest ever achieved in space...The gyro readout measurements from the SQUID magnetometers have unprecedented precision, detecting fields to 10-13 gauss, less than one trillionth of the strength of Earth's magnetic field..."